# 弗兰克·艾恩斯
弗兰克·艾恩斯（英語：Frank Irons，1886年3月23日—1942年6月19日），美国男子田径运动员。他曾代表美国参加1908年和1912年夏季奥林匹克运动会田径比赛，获得一枚男子跳远金牌。